# Challenger León 2008
Il Challenger León 2008, noto come AGT Challenger 2008 per motivi di sponsorizzazione, è stato un torneo di tennis facente parte della categoria ATP Challenger Series nell'ambito dell'ATP Challenger Series 2008. Si è giocato a León in Messico dal 24 al 30 marzo 2008 su campi in cemento e aveva un montepremi di $50 000+H.

## Vincitori

### Singolare
Bruno Echagaray ha battuto in finale  Ricardo Mello con il punteggio di 6–0, 3–6, 7–6(6)

### Doppio
Travis Parrott /  Filip Polášek hanno battuto in finale  Brendan Evans /  Alex Kuznetsov con il punteggio di 6–4, 6–1